# Luo Ping
Luo Ping ou Lo P'ing, surnom: Danfu, noms de pinceau: Liangfeng et Huazhisi Seng, né en 1733 à Xixian (province du Anhui) et mort en 1799, est un peintre de figures et de fleurs chinois du XVIIIe siècle.

## Les Huit Excentriques deYangzhou
Selon le Registre des Bateaux Fleuris de Yangzhou (Yangzhou huafang lu, 1795), un livre qui recense les peintres célèbres de cette ville, plus de cent peintres de renom y exercent leur activité aux périodes Kangxi, Yongzheng et Qianlong. Parmi eux figurent les Huit Excentriques de Yangzhou où figure Luo Ping. Ils impriment de nouvelles idées et techniques à la peinture d'oiseaux-et-fleurs, de bambous et de rochers, qui favorisent la pleine expression de l'individualité de l'artiste, et exercent une influence profonde sur les peintres des générations suivantes. Chacun de ces artistes met l'accent sur l'expression et la perfection de la personnalité individuelle, refusant de suivre les règles établies de quelque peintre ou école de peinture que ce soit.
Le cadet de ce groupe est Luo Ping. Ses parents sont morts alors qu'il est enfant. Il étudie la peinture dès son jeune âge dans des conditions difficiles; il devient ensuite un fidèle disciple de Jin Nong, par le biais duquel il rencontre de nombreux peintres et lettrés connus à Yangzhou. Ce groupe des Huit Excentriques se compose de trois grands artistes, Jin Nong, Hua Yan et Luo Ping et cinq autres artistes de moindre importance. A un moment de leur vie, ils vivent tous à Yangzhou où ils se retrouvent dans les salons de négociants enrichis dans le commerce du sel ou d'autres denrées qui, fortune faite, s'essaient de jouer aux protecteurs des art et se faire concurrence jusque dans le mécénat, entretenant royalement, lettres, poètes et peintres. Ces réunions sociales, où la richesse rend tribut au génie avant de le rendre à l'excentricité, donnent le ton du climat culturel très particulier qui règne à Yangzhou pendant ces années et auquel les artistes doivent une précieuse liberté de créer.
Vers la fin du XVIIIe siècle, sept des Huit Excentriques sont morts. Luo Ping perpétue seul la dernière grande école de la peinture chinoise. Ses rapports avec Jin Nong, qui a été son maître, ont duré sept ans seulement, jusqu'à la mort de Jin. Luo Ping, peintre qui ne manque pas d'une certaine facilité, a-t-il pu bénéficier techniquement de l'enseignement de son maître, l'amateur par excellence?  vraisemblablement, Jin lui a transmis ce goût si personnel et les éléments de son style qui lui ont valu le succès. Luo devient à son tour l'un des peintres les plus en vogue de Yangzhou, à la fois parce qu'on voit en lui l'héritier artistique de  Jin Nong et parce qu'il s'invente une spécialité personnelle, la peinture des fantômes, d'après nature à l'en croire.
L'excentrique est là, tout pur; il y a longtemps que les peintres ne peuvent plus voir de fantômes, longtemps que les entités spirituelles se sont retirées des rochers et des arbres, et l'époque n'est plus où l'on pouvait transcender le quotidien en emportant la conviction. Revenants montre d'étranges personnages dans le monde fantomatique; à travers eux, Luo raille les fonctionnaires corrompus et les injustices sociales de la fin du long règne de Qianlong. L'élite culturelle apprécient les fantômes de Luo, qui sont interprétés comme des commentaires satiriques sur la corruption et les excès des fonctionnaires et des puissants. Les œuvres de la femme de Luo, Fang Wanyi (1732- après 1784), et celles de leurs deux enfants, qui apprécient tous à peindre des fleurs de prunier, sont connues sous le nom de «pruniers de Luo».
Peintre excentrique qui se réclame des grands maîtres Song, c'est le plus connu des Huit Excentriques de Yangzhou (Yangzhou baguai), et c'est aussi le disciple favori de l'un des grands peintres de ce groupe, Jin Nong. Plus versatile mais plus habile que son maître, son renom semble plus justifié que celui de Jin Nong. On sait que ces excentriques sont des artistes vivant à Yangzhou, dans la province du Jiangsu, qui se réunissent dans les salons de riches négociants protecteurs des arts, par le mécénat, rendent tribut au génie, à ses extravagances et à leur liberté de créer.
Les œuvres de Luo Ping présentent des sujets plus variés que celles de son professeur; il existe encore un grand nombre de ses belles peintures de personnages, paysages, bambous, rochers et fleurs. Orchidées dans une vallée profonde représente un petit cours d'eau cascadant entre de gros blocs de pierre, où des orchidées (qui suggèrent un goût raffiné) poussent en abondance. Avec des traits de pinceau appliqués apparemment sans soin, Luo donne aux blocs de pierre, peints à l'encre pâle, et aux orchidées, réalisées à l'encre foncée, une qualité éthérée: ils évoquent le détachement spirituel du monde. Le peintre est probablement influencé par la philosophie bouddhique de son maître Jin.
Les rapports de Luo Ping et de Jin Nong ne durent que sept ans, jusqu'à la mort de Jin, et il devient, à son tour, le peintre le plus en vue de Yangzhou, à la fois parce qu'on voit en lui l'héritier de Jin et parce qu'il se crée une spécialité très particulière, la peinture des fantômes d'après nature. Hommage est donc rendu à l'excentricité à l'état pur et, stylistiquement, à la gaucherie intentionnelle, sublimée jusqu'à devenir une marque de génie, à l'individualité qui se cache sous l'archaïsme, au sérieux qui revêt le masque de la plaisanterie allusive. Outre des représentations de personnages bouddhistes et taoïstes, Luo Ping laisse des peintures de fleurs et de pruniers, d'orchidées et de bambous d'une grande sensibilité et chargées d'une force créatrice certaine.

## Étude sur la peinture chinoise
Dans l'hiver de 1798, moins d'un an avant sa mort, Luo Ping retrouve un vieil ami, Yi-an, qu'il n'a pas vu depuis neuf ans et peint pour lui l'œuvre sur laquelle nous terminons notre étude de la peinture chinoise.
Il représente un personnage,  son ami, le poète T'ang Mong Hao-jan, dont l'amour pour le prunier en fleurs est évoqué par la branche que tient à la main le héros de la composition. L'inscription poétique de Luo Ping rappelle un poème du grand contemporain de Mong Hao-jan, Li Po, où ce dernier raconte qu'un vers lui est étant un jour venu à l'esprit tandis qu'il se promenait dans la forêt, il décide de le noter pour l'offrir à son ami Mong, seule personne au monde de le comprendre et d'en profiter.
Par ces analogies, Luo Ping entend exprimer la profondeur de son amitié pour Yi-an. Le vieil homme de la peinture, debout à côté d'un rocher invraisemblablement troué, penche légèrement la tête en même temps qu'il respire, avec un esthétisme conscient, les fleurs de prunier. Ses traits au dessin sensible, attestent une mélancolie, une lassitude d'être intense à sembler caricaturale. Il n'y a pourtant ici ni caricature ni satire, mais au contraire le même enjouement subtil qui donne un charme si particulier  à la scène d'automne de Houa Yen.
Une sorte d'ironie indirecte dont le but est de suggérer qu'on ne peut plus représenter, comme on le faisait autrefois, les émotions avec gravité, qu'on ne peut plus exiger du spectateur qu'il les prenne au pied de la lettre, aussi sincère que l'on soit en réalité. Le personnage n'en est pas moins touchant; il l'est peut-être encore plus par la vertu de cette ironie. Le style de Luo Ping emprunte beaucoup à celui de Tch'en Hong-cheou, dont les personnages (voir page 157), pour la première fois, utilisent comme avec le sourire une facture archaïsante. La valeur expressive de l'œuvre et de l'inscription qui l'accompagne tient à u dialogue sophistiqué entre le présent et le passé, entre un être extrêmement sensible et un héritage culturel peut-être trop lourd pour lui.
Les échos qu'éveillent cette peinture sont si nombreux qu'elle semble inviter à lire en elle plus longtemps encore. On peut alors se demander si Luo Ping n'est pas conscient d'être l'un des derniers dépositaires d'une longue évolution, s'il n'a pas eu lui-même en face du passé cette douce tristesse qu'il donne à son personnage. Cette œuvre résume toutes les vertus de cette histoire qui s'achève, mais aussi ces paradoxes et ces contradictions qui marquent jusqu'au plus profond d'elle-même la peinture chinoise: la gaucherie sublimée à en devenir une sorte d'habileté; l'individualité qui se manifeste dans l'archaïsme; les sentiments immédiats que viennent exprimer les allusions obliques; les questions sérieuses qui revêtent le masque de la plaisanterie.
Chaque étape supplémentaire de ce jeu des contraires, chaque étage nouveau de rappels, de références de style, éloigne un peu plus l'artiste d'une attaque directe du monde. Treize siècles se sont écoulés depuis que Tsung PingTsoung Ping a peint sur les murs de sa chambre les paysages qui lui rappelaient les voyages de sa jeunesse; huit siècles depuis que Tchao Tch'ang a transcrit en peinture la fleur qu'il tient dans sa main.
Par la suite, une bonne partie de l'histoire de la peinture chinoise a montré qu'à ne plus chercher directement dans la nature son contenu, un art ne meurt pas toujours, mais que lorsque ce mouvement de repli est porté à des extrêmes, lorsque les valeurs esthétiques simples se voient remplacées par d'autres, infiniment sophistiquées, il faut des peintres toujours plus sensibles, doués de plus de force créatrice, et comme il ne doit plus s'en trouver après Luo Ping, pour maintenir cet art à un niveau élevé. Luo Ping mort, la peinture chinoise n'est plus qu'une méditation sur le passé, mais presque jamais aussi claire et rarement aussi émouvante que la sienne.

## Musées
- Beijing (Mus. du Palais impérial):

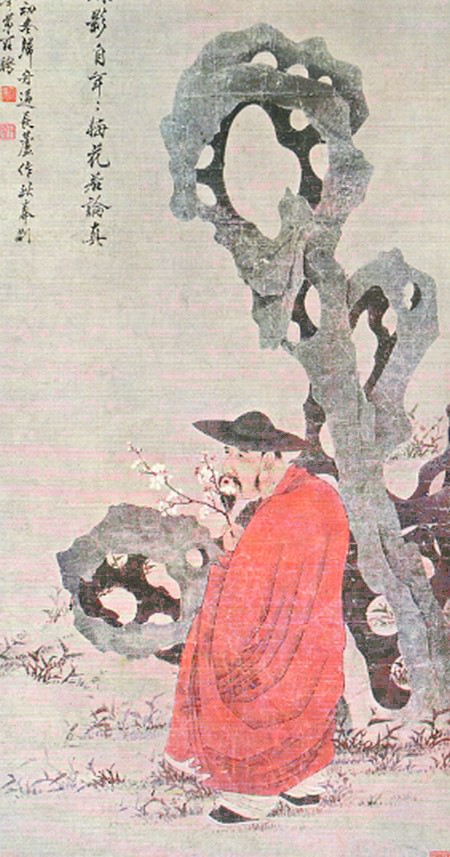
Portrait de Yi-an, ami de l'artiste Luo Ping.

  - Orchidées dans une vallée profonde, rouleau mural, encre sur papier, 110x33,1cm.
- Berlin:
  - Orchidées, deux rouleaux signés.
- New York: (Metropolitan Museum of Art):
  - Ferme dans un jardin le jour de la fête des lanternes, signé et daté 1773.
  - Célébration du printemps à la ferme avec la venue des premières pousses de bambous, signé et daté1775.
- Pékin (Mus. du Palais):
  - La route du Pays de Shu, gorge de montagne, cascade et pont, dix longues inscriptions disposées autour de la peinture.
  - Bambous, pins, fleurs de prunier, etc.;, feuilles d'album.
  - Gorge de montagne enjambée par un pont, inscriptions.
- Shanghai:
  - Bambous et orchidées, couleurs sur papier, rouleau en hauteur.
- Stockholm (Nat. Mus.):
  - Sarments de vigne tortueux, colophon daté 1771, d'après Wen Rikuan, signé.
  - Bambous, signé et daté 1775.